# Чечоткін Владислав Володимирович
Чечоткін Владислав Володимирович (нар. 29 вересня 1978, Київ) — український підприємець, співзасновник та співвласник інтернет-магазину та маркетплейсу Rozetka.ua.

## Біографія
Народився в 1978 році в Києві в сім'ї інженера й наукового співробітника.
У 1996 році вступив до Європейського університету, де отримав диплом з відзнакою зі спеціальності «Економіка підприємства». Під час навчання в університеті працював у компанії брата «SkyLine», яка займалася продажами електроніки й оргтехніки.
У 2005 році за ініціативи дружини створив інтернет-магазин «Rozetka».
23 червня 2022 року Чечоткін заявив, що переказав 200 тис. грн до Благодійного фонду Сергія Притули під час проекту «Народний Байрактар».
Член Ради з питань підтримки підприємництва — консультативно-дорадчого органу при Президентові України (з 27 червня 2025).